# Ilya Lifchitz
Pour les articles homonymes, voir Lifchitz.
Ilya Mikhailovich Lifchitz (nom également orthographié Lifchits ou Lifshitz), né le 3 janvier 1917 à Kharkiv (empire russe) et mort le 23 octobre 1982 à Moscou (URSS), est un physicien sovietique connu pour ses travaux en physique du solide.
Il est le frère de Evgueni Lifchits.

## Biographie
Ilya Lifchitz étudie à l'Institut national de physique et de technologie de Kharkiv puis à l'Université nationale de Kharkiv où il soutient sa thèse en 1938 sous la direction de Lev Landau, comme son frère avant lui,.
En 1941, au début de la Seconde Guerre mondiale, il devient chef de la section théorique de l'institut polytechnique (rôle précédemment occupé par Landau), devenant professeur à l'université de Kharkiv trois ans plus tard.
En 1964, il rejoint l'université d'État de Moscou, occupant d'abord la chaire d'électrodynamique et de théorie quantique, puis celle de physique des basses températures. En 1969 il succède à Landau à la tête de la section théorique de l'Institut des problèmes physiques.
En 1960, il devient membre correspondant de l'Académie des sciences de l'URSS, puis membre en 1970.
Ilya Lifchitz a travaillé en physique du solide, systèmes désordonnés et théorie des polymères. Certaines de ses découvertes sont connues sous les noms suivants :
- la supersolidité, un état de la matière,
- la singularité de Lifchitz en théorie des perturbations,
- l'équation de Lifchitz-Kosevich décrivant l'effet de Haas-Van Alphen,
- la transition de phase de Lifchitz de la surface de Fermi[4],
- la fonction de décalage spectral en théorie des perturbations,
- la trace de Lifchitz–Krein[5],
- la queue de distribution de Lifchitz pour les potentiels de bande électronique,
- le self-averaging (en) des systèmes désordonnés.

## Distinctions
- Prix Mandelstam de l'Académie des sciences de l'URSS.
- Prix commémoratif Simon de l'Institute of Physics en 1961.
- Prix Lénine en 1967.
- Membre de l'Académie nationale des sciences des États-Unis en 1982[6].